# L理論
在數學中，代數L理論(L-theory)是K理論的二次型，而「L」的命名緣由即意味著它來自於「K理論」（L是K後面的一個字母）。L理論一個較為人所知的稱呼是「厄米K理論」，它在割補理論(surgery theory)中佔有重要地位。